# Seznam českých hokejistů v Evropě s mistrovským titulem

## Ruská superliga ledního hokeje
| Hráč            | Sezona                                                           |
| --------------- | ---------------------------------------------------------------- |
| Jan Peterek     | 2001/2002 (Lokomotiv Jaroslavl), 2002/2003 (Lokomotiv Jaroslavl) |
| Radim Tesařík   | 2002/2003 (Lokomotiv Jaroslavl)                                  |
| Karel Rachůnek  | 2002/2003 (Lokomotiv Jaroslavl)                                  |
| Jaroslav Bednář | 2003/2004 (Avangard Omsk)                                        |
| Pavel Patera    | 2003/2004 (Avangard Omsk)                                        |
| Tomáš Vlasák    | 2003/2004 (Avangard Omsk)                                        |
| Pavel Rosa      | 2004/2005 (OHK Dynamo Moskva)                                    |
| Jaroslav Kudrna | 2006/2007 (Metallurg Magnitogorsk)                               |
| Jan Marek       | 2006/2007 (Metallurg Magnitogorsk)                               |
| Michal Mikeska  | 2007/2008 (Salavat Julajev Ufa)                                  |
| Miroslav Blaťák | 2007/2008 (Salavat Julajev Ufa)                                  |
| Radek Philipp   | 2007/2008 (Salavat Julajev Ufa)                                  |
| Milan Hnilička  | 2007/2008 (Salavat Julajev Ufa)                                  |
| Celkem          | 14                                                               |

## Kontinentální liga ledního hokeje
| Hráč             | Sezona                                                                 |
| ---------------- | ---------------------------------------------------------------------- |
| Miroslav Blaťák  | 2010/2011 (Salavat Julajev Ufa)                                        |
| Jakub Klepiš     | 2010/2011 (Salavat Julajev Ufa), 2011/2012 (HK Dynamo Moskva)          |
| Marek Kvapil     | 2011/2012 (HK Dynamo Moskva), 2012/2013 (HK Dynamo Moskva)             |
| Filip Novák      | 2011/2012 (HK Dynamo Moskva), 2012/2013 (HK Dynamo Moskva)             |
| Jakub Petružálek | 2012/2013 (HK Dynamo Moskva)                                           |
| Jan Kovář        | 2013/2014 (Metallurg Magnitogorsk), 2015/2016 (Metallurg Magnitogorsk) |
| Roman Červenka   | 2014/2015 (SKA Petrohrad)                                              |
| Tomáš Filippi    | 2015/2016 (Metallurg Magnitogorsk)                                     |
| Jiří Sekáč       | 2017/2018 (Ak Bars Kazaň), 2020/2021 (Avangard Omsk)                   |
| Šimon Hrubec     | 2020/2021 (Avangard Omsk)                                              |
| Celkem           | 15                                                                     |

## Finská liga ledního hokeje
| Hráč               | Sezona                                                        |
| ------------------ | ------------------------------------------------------------- |
| Otakar Janecký     | 1991/1992, 1993/1994, 1995/1996, 1996/1997 (Jokerit Helsinky) |
| Mojmír Božík       | 1991/1992 (Jokerit Helsinky)                                  |
| Jan Čaloun         | 1997/1998 (HIFK Hockey)                                       |
| Vladimír Machulda  | 2001/2002 (Jokerit Helsinky), 2003/2004 Oulun Kärpät)         |
| Pavel Rosa         | 2001/2002 (Jokerit Helsinky)                                  |
| Jiří Marušák       | 2002/2003 (Tappara Tampere)                                   |
| Petr Tenkrát       | 2003/2004 (Oulun Kärpät), 2004/2005 (Oulun Kärpät)            |
| Martin Štěpánek    | 2003/2004 (Oulun Kärpät)                                      |
| Viktor Ujčík       | 2004/2005 (Oulun Kärpät), 2006/2007 (Oulun Kärpät)            |
| Michal Broš        | 2006/2007 (Oulun Kärpät), 2007/2008 (Oulun Kärpät)            |
| Ondřej Kratěna     | 2007/2008 (Oulun Kärpät)                                      |
| Michal Birner      | 2009/2010 (TPS Turku)                                         |
| Tomáš Plíhal       | 2009/2010 (TPS Turku)                                         |
| Petr Hubáček       | 2011/2012 (JYP Jyväskylä)                                     |
| Ivan Huml          | 2013/2014 (Oulun Kärpät), 2014/2015 (Oulun Kärpät)            |
| Vladimír Eminger   | 2013/2014 (Oulun Kärpät), 2014/2015 (Oulun Kärpät)            |
| Lukáš Kašpar       | 2014/2015 (Oulun Kärpät)                                      |
| Dominik Hrachovina | 2015/2016 (Tappara Tampere), 2016/2017 (Tappara Tampere)      |
| Radek Koblížek     | 2017/2018 (Oulun Kärpät)                                      |
| Lukáš Klok         | 2020/2021 (Lukko Rauma)                                       |
| Tomáš Hamara       | 2021/2022 (Tappara Tampere), 2022/2023 (Tappara Tampere)      |
| Lukáš Kaňák        | 2024/2025 (KalPa)                                             |
| Matyáš Kantner     | 2024/2025 (KalPa)                                             |
| Celkem             | 34                                                            |

## Švédská liga ledního hokeje
| Hráč            | Sezona                                                                                                   |
| --------------- | --- |
| Bedřich Ščerban | 1992/1993 (Brynäs IF)                                                                                    |
| Jiří Kučera     | 1995/1996 (Luleå HF)                                                                                     |
| Jaroslav Špaček | 1997/1998 (Färjestad BK)                                                                                 |
| Radek Hamr      | 2005/2006 (Färjestad BK)                                                                                 |
| Pavel Patera    | 2005/2006 (Färjestad BK)                                                                                 |
| Martin Ševc     | 2005/2006 (Färjestad BK), 2008/2009 (Färjestad BK), 2010/2011 (Färjestad BK), 2012/2013 (Skellefteå AIK) |
| Miloslav Hořava | 2006/2007 (MODO Hockey)                                                                                  |
| Zdeněk Blatný   | 2006/2007 (MODO Hockey)                                                                                  |
| Jan Hrdina      | 2007/2008 (HV71)                                                                                         |
| Alexander Salák | 2010/2011 (Färjestad BK)                                                                                 |
| Dominik Furch   | 2021/2022 (Färjestad BK)                                                                                 |
| Celkem          | 14 |

## Slovenská liga ledního hokeje
| Hráč                    | Sezona |
| ----------------------- | --- |
| Ivo Čapek               | 1997/1998 (HC Slovan Bratislava) |
| Martin Maškarinec       | 1998/1999 (HC Košice) |
| Arpád Gyori             | 1998/1999 (HC Košice) |
| Radovan Biegl           | 1999/2000 (HC Slovan Bratislava) |
| Pavel Augusta           | 2000/2001 (HKm Zvolen) |
| Roman Čech              | 2000/2001 (HKm Zvolen) |
| Pavel Kowalczyk         | 2000/2001 (HKm Zvolen) |
| Petr Krátký             | 2000/2001 (HKm Zvolen) |
| Rostislav Vlach         | 2000/2001 (HKm Zvolen) |
| Petr Vlk                | 2000/2001 (HKm Zvolen) |
| Jiří Mifek              | 2000/2001 (HKm Zvolen) |
| Ondrej Kavulič          | 2000/2001 (HKm Zvolen) |
| Miloš Říha (trenér)     | 2001/2002 (HC Slovan Bratislava), 2004/2005 (HC Slovan Bratislava)                                                                     |
| Petr Pavlas             | 2002/2003 (HC Slovan Bratislava), 2004/2005 (HC Slovan Bratislava), 2006/2007 (HC Slovan Bratislava), 2007/2008 (HC Slovan Bratislava) |
| Miroslav Javín          | 2002/2003 (HC Slovan Bratislava) |
| Michal Šafařík          | 2002/2003 (HC Slovan Bratislava) |
| Daniel Seman            | 2002/2003 (HC Slovan Bratislava) |
| Petr Přikryl            | 2003/2004 (HK Dukla Trenčín) |
| Jiří Heš                | 2003/2004 (HK Dukla Trenčín) |
| Václav Král             | 2003/2004 (HK Dukla Trenčín), 2005/2006 (MsHK Žilina)                                                                                  |
| Libor Barta             | 2004/2005 (HC Slovan Bratislava) |
| Jan Horáček             | 2004/2005 (HC Slovan Bratislava) |
| Tomáš Němčický          | 2004/2005 (HC Slovan Bratislava) |
| Jan Dlouhý              | 2005/2006 (MsHK Žilina) |
| Tomáš Ficenc            | 2005/2006 (MsHK Žilina) |
| Lukáš Sedláček          | 2005/2006 (MsHK Žilina) |
| Marek Vorel             | 2006/2007 (HC Slovan Bratislava), 2009/2010 (HC Košice), 2010/2011 (HC Košice)                                                         |
| Jan Srdínko             | 2006/2007 (HC Slovan Bratislava), 2007/2008 (HC Slovan Bratislava)                                                                     |
| Jan Kopecký             | 2008/2009 (HC Košice) |
| Jaroslav Špelda         | 2008/2009 (HC Košice) |
| Radek Philipp           | 2008/2009 (HC Košice), 2014/2015 (HC Košice)                                                                                           |
| Petr Mocek              | 2008/2009 (HC Košice) |
| Michal Šeda             | 2009/2010 (HC Košice), 2010/2011 (HC Košice), 2013/2014 (HC Košice), 2014/2015 (HC Košice)                                             |
| Petr Šachl              | 2009/2010 (HC Košice) |
| Rostislav Čada (trenér) | 2009/2010 (HC Košice), 2010/2011 (HC Košice)                                                                                           |
| Zdeněk Blatný           | 2010/2011 (HC Košice) |
| Jaroslav Kristek        | 2010/2011 (HC Košice) |
| Martin Frolík           | 2010/2011 (HC Košice) |
| Michal Dobroň           | 2011/2012 (HC Slovan Bratislava) |
| Jaroslav Kalla          | 2012/2013 (HKm Zvolen) |
| Jaroslav Hertl          | 2012/2013 (HKm Zvolen) |
| Martin Výborný          | 2012/2013 (HKm Zvolen) |
| Kamil Brabenec          | 2012/2013 (HKm Zvolen) |
| Marek Curilla           | 2012/2013 (HKm Zvolen) |
| Alexandr Hylák          | 2013/2014 (HC Košice), 2014/2015 (HC Košice)                                                                                           |
| Tomáš Klouček           | 2013/2014 (HC Košice) |
| Ivan Rachůnek           | 2014/2015 (HC Košice) |
| Vlastimil Lakosil       | 2015/2016 (HK Nitra) |
| Celkem                  | ' |

## Švýcarská liga ledního hokeje
| Hráč            | Sezona |
| --------------- | --- |
| Josef Marha     | 2001/2002 (HC Davos), 2004/2005 (HC Davos), 2006/2007 (HC Davos), 2008/2009 (HC Davos), 2010/2011 (HC Davos) |
| Václav Varaďa   | 2006/2007 (HC Davos)                                                                                         |
| Zbyněk Irgl     | 2006/2007 (HC Davos)                                                                                         |
| Václav Benák    | 2006/2007 (HC Davos)                                                                                         |
| Petr Tatíček    | 2006/2007 (HC Davos), 2008/2009 (HC Davos), 2010/2011 (HC Davos)                                             |
| Jaroslav Hübl   | 2008/2009 (HC Davos)                                                                                         |
| Petr Sýkora     | 2008/2009 (HC Davos), 2010/2011 (HC Davos)                                                                   |
| Petr Sýkora     | 2012/2013 (SC Bern)                                                                                          |
| Jaroslav Bednář | 2010/2011 (HC Davos), 2012/2013 (SC Bern)                                                                    |
| Jakub Štěpánek  | 2015/2016 (SC Bern)                                                                                          |
| Jan Kovář       | 2020/2021 (EV Zug), 2021/2022 (EV Zug)                                                                       |
| Šimon Hrubec    | 2023/2024 (ZSC Lions), 2024/2025 (ZSC Lions)                                                                 |
| Celkem          | 22 |

## Německá liga ledního hokeje
| Hráč           | Sezona                     |
| -------------- | -------------------------- |
| Pavel Cagaš    | 1998/99 (Adler Mannheim)   |
| Pavel Gross    | 1998/99 (Adler Mannheim)   |
| Patrik Augusta | 2002/03 (Krefeld Pinguine) |
| David Musial   | 2002/03 (Krefeld Pinguine) |
| Martin Reichel | 2003/04 (Frankfurt Lions)  |
| Tomáš Pöpperle | 2005/06 (Eisbären Berlín)  |
| Tomáš Martinec | 2006/07 (Adler Mannheim)   |
| Jakub Ficenec  | 2013/14 (ERC Ingolstadt)   |
| Celkem         | 8                          |

## ICE Hockey League(Rakousko, Slovinsko, Itálie, Maďarsko, Česko)
| Hráč          | Sezona                         |
| ------------- | ------------------------------ |
| Jaroslav Hübl | 2013/14 (HC Bolzano)           |
| Zdeněk Kutlák | 2015/16 (EC Red Bull Salzburg) |
| Celkem        | 2                              |

## Francouzská liga ledního hokeje
| Hráč           | Sezona                                  |
| -------------- | --------------------------------------- |
| Petr Hubáček   | 2017/18 (Rouen Hockey Élite 76)         |
| Jakub Štěpánek | 2021/22 (Brûleurs de Loups de Grenoble) |
| Celkem         | 2                                       |